# Дені Женро
Дені Женро (фр. Denis Genreau, нар. 21 травня 1999, Париж, Франція) — австралійський футболіст, центральний півзахисник французького клубу «Тулуза» та національної збірної Австралії.

## Ігрова кар'єра

### Клубна
Дені Женро народився у Франції але ще в дитинстві разом з родиною переїхав до Австралії. Саме там він і почав займатися футболом. Першим його клубом був «Мельбурн Сіті», у основі якого він дебютував у грудні 2016 року у вці 17 - ти років. Влітку 2018 року футболіст відправився в Європу, де провів сезон, граючи в оренді у клубі нідерландської Ередивізі «Зволле».
Після повернення з оренди Женро не став продовжувати контракт з «Мельбурн Сіті», а як вільний агент перейшов до іншого клубу А-Ліги ФК «Макартур», де він грав до літа 2021 року. Влітку 2021 року Женро повернувся на свою історичну батьківщину - до Франції, де приєднався до клубу Ліги 1 «Тулуза». А в серпні вже зіграв перший матч у новій команді.

### Збірна
7 червня 2021 року у матчі відбору до чемпіонату світу 2022 року проти команди Тайваню Дені Женро дебютував у національній збірній Австралії.
У 2020 році Женро у складі олімпійської збірної Австралії брав участь у літніх Олімпійських іграх у Токіо. На турнірі захисник провів три гри.

## Титули
Тулуза
 Переможець Кубка Франції: 2022/23